# Harry Müller
Harry Müller (* 25. September 1930 in Leipzig; † 19. April 2020 ebenda) war ein deutscher Bildhauer und Zeichner, dessen Arbeiten am ehesten der Konkreten Kunst zugeordnet werden können.

## Leben

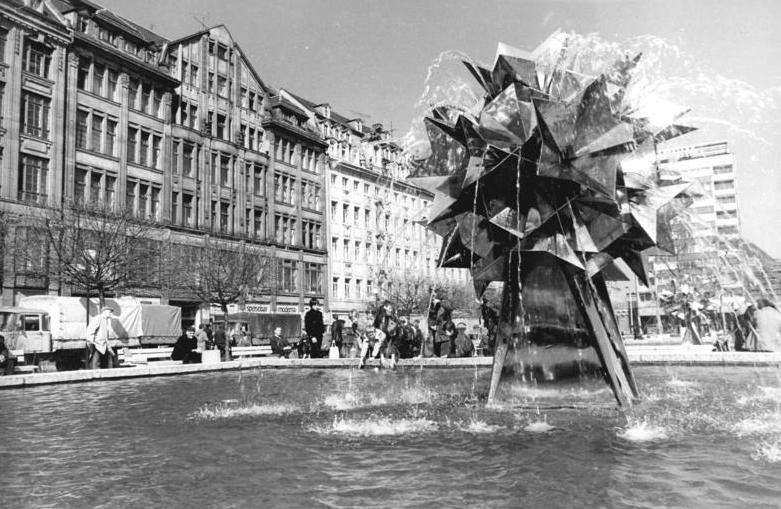
Einer der Springbrunnen auf dem Leipziger Sachsenplatz (Foto: 1979)

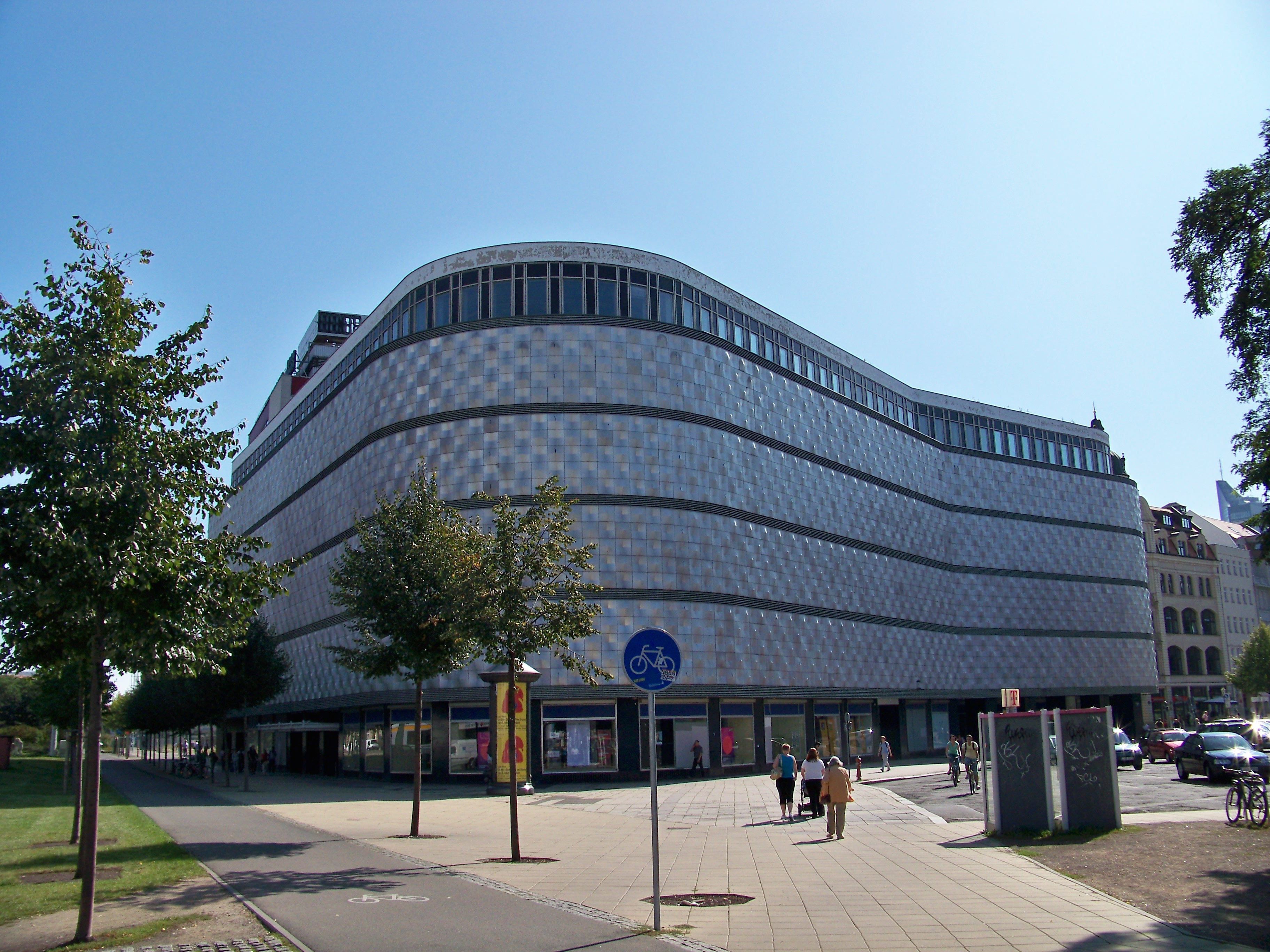
Das Konsument-Warenhaus am Brühl, genannt „Blechbüchse“ (Foto: 2009)

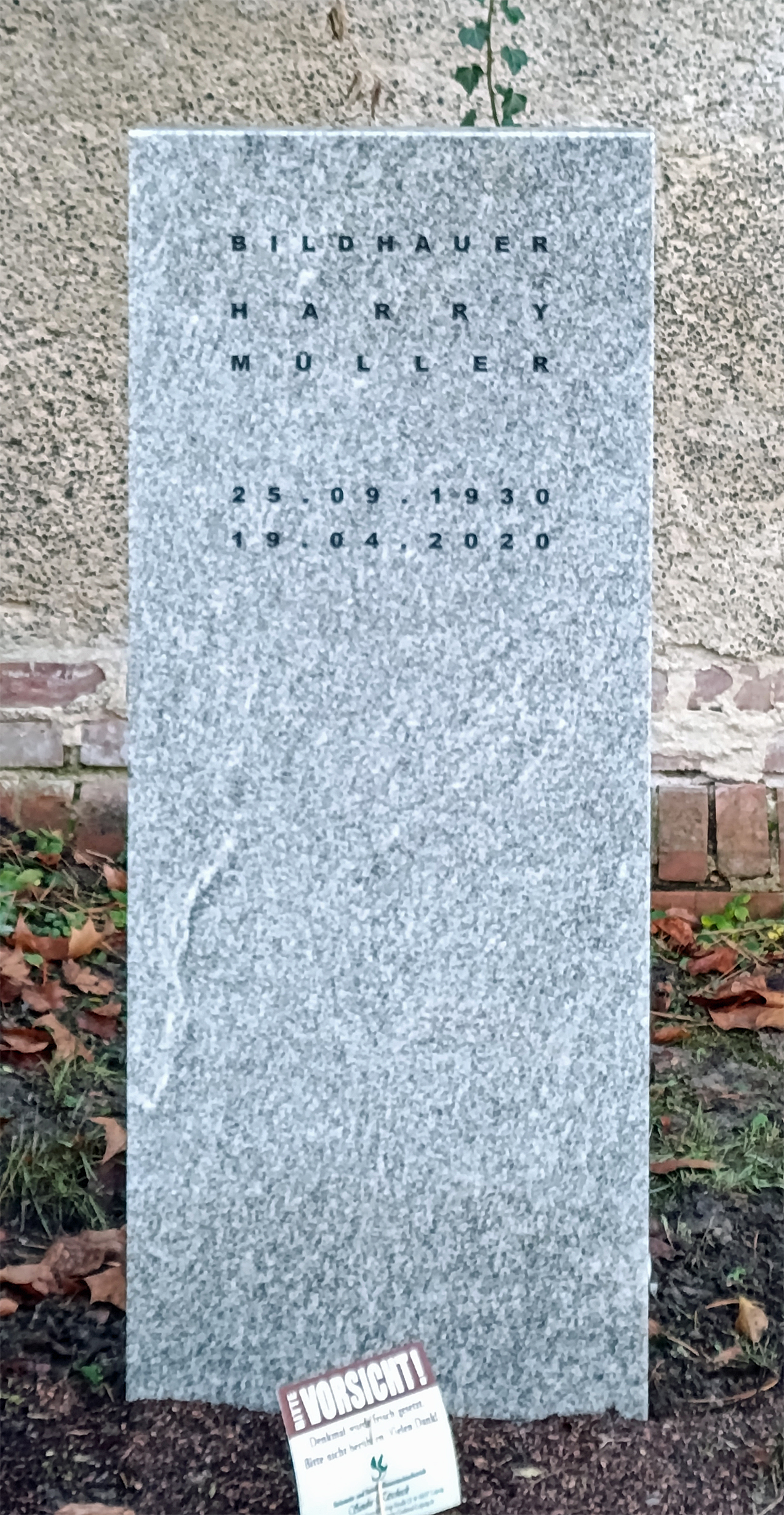
Grabstein Harry Müller auf dem Friedhof Leipzig-Gohlis

Harry Müller absolvierte von 1947 bis 1949 eine Ausbildung zum Tierpräparator, anschließend machte er 1950 ein Volontariat in den Magdeburger städtischen Museen und Sammlungen. Seine künstlerische Ausbildung begann er 1951 an der Fachschule für angewandte Kunst in Leipzig, bevor er von 1953 bis 1960 an die Hochschule für bildende und angewandte Kunst in Berlin-Weißensee wechselte und bei Heinrich Drake und Waldemar Grzimek Bildhauerei studierte. Bereits während seines Studiums entwickelte er eine eigene abstrakt-geometrische Formensprache, in enger Verbindung mit Architektur. Anregungen für seine künstlerische Zukunft fand Müller vor allem bei dem Bauhaus-Architekten Selman Selmanagić, zu jener Zeit Leiter der Architektur-Klasse an der Kunsthochschule Berlin-Weißensee.
Nach dem erfolgreich abgeschlossenen Studium kehrte Harry Müller nach Leipzig zurück, wo er aufgrund der abstrakten Form seiner Kunst, auch beeinflusst von Hans Arp und Richard Buckminster Fuller, zunächst zwar keine eigenen Ausstellungen realisieren, aber durch architektonische Vorhaben in den 1960er/1970er Jahren innerhalb Leipzigs wirken konnte. In diese Zeit fallen die wohl in der Öffentlichkeit bekanntesten Werke Müllers: die denkmalgeschützte, fensterlose geschwungene Fassade aus Aluminium mit zahlreichen einzelnen hyperbolischen Paraboloidelementen des Konsument-Warenhauses (1967–1968) sowie die Plastiken in den Springbrunnen auf dem ehemaligen Leipziger Sachsenplatz (1971–1972). Die im Volksmund bis heute „Pusteblumen“ genannten Plastiken wurden 1999 abgetragen und eingelagert, seit Mai 2013 sind sie auf dem neu gestalteten Richard-Wagner-Platz vor der Aluminiumfassade der heutigen Höfe am Brühl zu finden.
Spätere eigenständige Werke wie Heliozoon I (1973–1976) wurden in die Sammlungen Leipziger Museen aufgenommen bzw. in Ausstellungen präsentiert.
2010 würdigte die Deutsche Gesellschaft für Kristallographie sein Lebenswerk mit dem Preis zur Förderung der Interdisziplinarität der Kristallographie.
Harry Müller lebte und arbeitete in Leipzig.

## Werkbeispiele
Kunst im öffentlichen Raum:
- 1967–1968: Fassade Konsument-Warenhaus Leipzig
- 1968: Fassade Centrum-Warenhaus Hoyerswerda
- 1968: Fassade Konsument-Warenhaus Cottbus
- 1971–1972: drei Brunnenplastiken auf dem Sachsenplatz in Leipzig, Chrom-Nickel-Stahl, Höhe ca. 3 m
- 1979–1982: Der Kristall, Neu Zippendorf in Schwerin, Chrom-Nickel-Stahl, Höhe ca. 4 m[2]

Weitere Werke:
- 1960: Minotaurus, Bronze, Kunstmuseum Kloster Unser Lieben Frauen Magdeburg
- 1962: Mecklenburger Mädchen, Terrakotta, Kunstmuseum Moritzburg Halle (Saale)
- 1973–1976: Heliozoon I, Chrom-Nickel-Stabstahl, Höhe ca. 2,50 m, Museum für Angewandte Kunst Leipzig
- 1990–1991: Heliozoon III, Chrom-Nickel-Stahl, Höhe ca. 2,50 m, Ausführung für das Hotel Astoria Leipzig

## Ausstellungen (unvollständig)
- 1969, 1974, 1979, 1985: Kunstausstellung des Bezirkes Leipzig, Leipzig
- 1970: Buchhandlung Wort und Werk, Leipzig
- 1977 bis 1988: VIII. bis X. Kunstausstellung der DDR, Dresden
- 1989: Quadriennale. Zeichnungen der DDR, Museum der bildenden Künste Leipzig
- 1991: Künstler in Leipzig, Dresdner Bank Leipzig[3]
- 1992: Martin-Luther-Universität Halle-Wittenberg, Institut für Physik
- 1992: Johannes-Gutenberg-Universität Mainz, Fakultät für Geowissenschaften
- 1992: Flughafen Frankfurt Main, Airport-Conference-Center
- 1994: Universität zu Köln, Mineralogisches Institut
- 1996: Universität Hannover, Welfenschloss
- 2006: Industrie- und Handelskammer zu Leipzig